# Tempio della Fortuna equestre
Il tempio della Fortuna equestre (latino: aedes Fortunae Equestris) era un tempio di Roma antica dedicato alla fortuna degli equites.
Fu eretto a seguito del voto di Quinto Fulvio Flacco nel 180 a.C., in memoria di una vittoria della cavalleria romana sui Celtiberi durante la sua campagna in Spagna, e dedicato il 13 agosto 173 a.C..
Edificato nei pressi del teatro di Pompeo, Flacco volle farne il più grande e più splendido tempio di Roma: prelevò persino alcune tegole di marmo dal tempio di Giunone Lacinia a Crotone, ma il Senato romano gli ordinò di ricollocarle al loro posto.
Il tempio, ricordato da Vitruvio come esempio "sistilo" (con l'intercolumnio pari a due volte il diametro delle colonne), scomparve prima del 22: probabilmente fu distrutto nell'incendio della scena del teatro di Pompeo, nel 21.
| Planimetria del Campo Marzio meridionale |
| --- |
| Tevere Navalia Circus Flaminius Teatro di Marcello T. di Diana T. della Pietà T. di Giano T. di Giunone T. di Spes Tempio di Bellona Tempio di Apollo Sosiano Tempio di Giove Statore Tempio di Giunone Regina Portico d'Ottavia Portico di Filippo T. d'Ercole Portico d'Ottavio Teatro di Balbo Crypta Balbi Portico di Minucio T. delle Ninfe Diribitorium T. di Giuturna T. della Fortuna T. di Feronia T. dei Lari Permarini Curia di Pompeo Portico di Pompeo Teatro di Pompeo Tempio di Venere Vincitrice Templi di Marte e Nettuno Santuario di Ercole Magnus Custos Tempio di Castore e Polluce Ponte Fabricio Isola Tiberina Porticus Maximae T. di Vulcano Porticus Divorum Villa Publica Hecatostylum T. della Fortuna equestre Anfiteatro di Statilio Tauro (?) |